# Amt Steinbergkirche

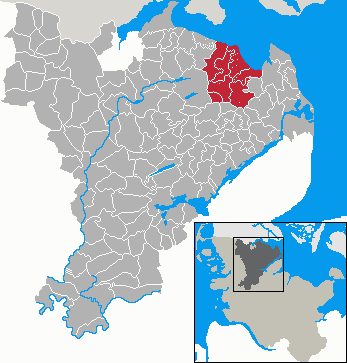
Lage des ehem. Amtes Steinbergkirche im Kreis Schleswig-Flensburg

Das Amt Steinbergkirche war ein Amt im Nordosten des Kreises Schleswig-Flensburg in Schleswig-Holstein. Der Verwaltungssitz befand sich in der Gemeinde Steinbergkirche.
Zum 1. Januar 2008 wurden die Gemeinde der Ämter Steinbergkirche und Gelting zum Amt Geltinger Bucht zusammengefasst.
Das Amt hatte eine Fläche von 101 km² und 6800 Einwohner in den Gemeinden
1. Ahneby
2. Esgrus
3. Niesgrau
4. Quern
5. Steinberg
6. Steinbergkirche
7. Sterup